# Чингінія
Чингінія (рум. Cinghiniia) — село у повіті Ботошані в Румунії. Входить до складу комуни Ріпічень.
Село розташоване на відстані 393 км на північ від Бухареста, 38 км на північний схід від Ботошань, 90 км на північний захід від Ясс.